# Тарбагатай (Хоринский район)
Тарбагата́й (бур. Тарбагата — «[место, где] имеются тарбаганы») — село в Хоринском районе Бурятии. Входит в сельское поселение «Кульское».

## География
Расположено на левом берегу реки Уда, ниже впадении в неё речки Большой Тарбагатай (бур. Ехэ Тарбагата — «Большая Тарбаганья»), напротив села Удинск, в 14,5 км к западу от центра сельского поселения, села Санномыск, по северной стороне региональной автодороги 03К-011 Верхнеталецкий тракт.

## Население
| 2002 | 2010 |
| ---- | ---- |
| 211  | ↘157 |